# Al-Bakri (kráter)
Al-Bakri je měsíční kráter s plochým dnem nacházející se na přivrácené straně Měsíce na severozápadním okraji Mare Tranquillitatis (Moře klidu). Má průměr 12 km, pojmenován je podle muslimského geografa Al-Bakriho narozeného v Andalusii. Kráter Al-Bakri byl původně satelitní kráter Tacquet A.
Západo-severozápadně od něj leží Auwers, severně se nachází mys Promontorium Archerusia, který leží na rozhraní Mare Serenitatis (Moře jasu) a Mare Tranquillitatis (Moře klidu), východo-severovýchodně leží větší Plinius. Jiho-jihozápadně leží kráter Ross, jižně se táhne soustava brázd Rimae Maclear, která spojuje kráter Al-Bakri s kráterem Maclear a jihozápadně se nachází Sinus Honoris (Záliv cti).